# Hofkapelle Unterplörnbach

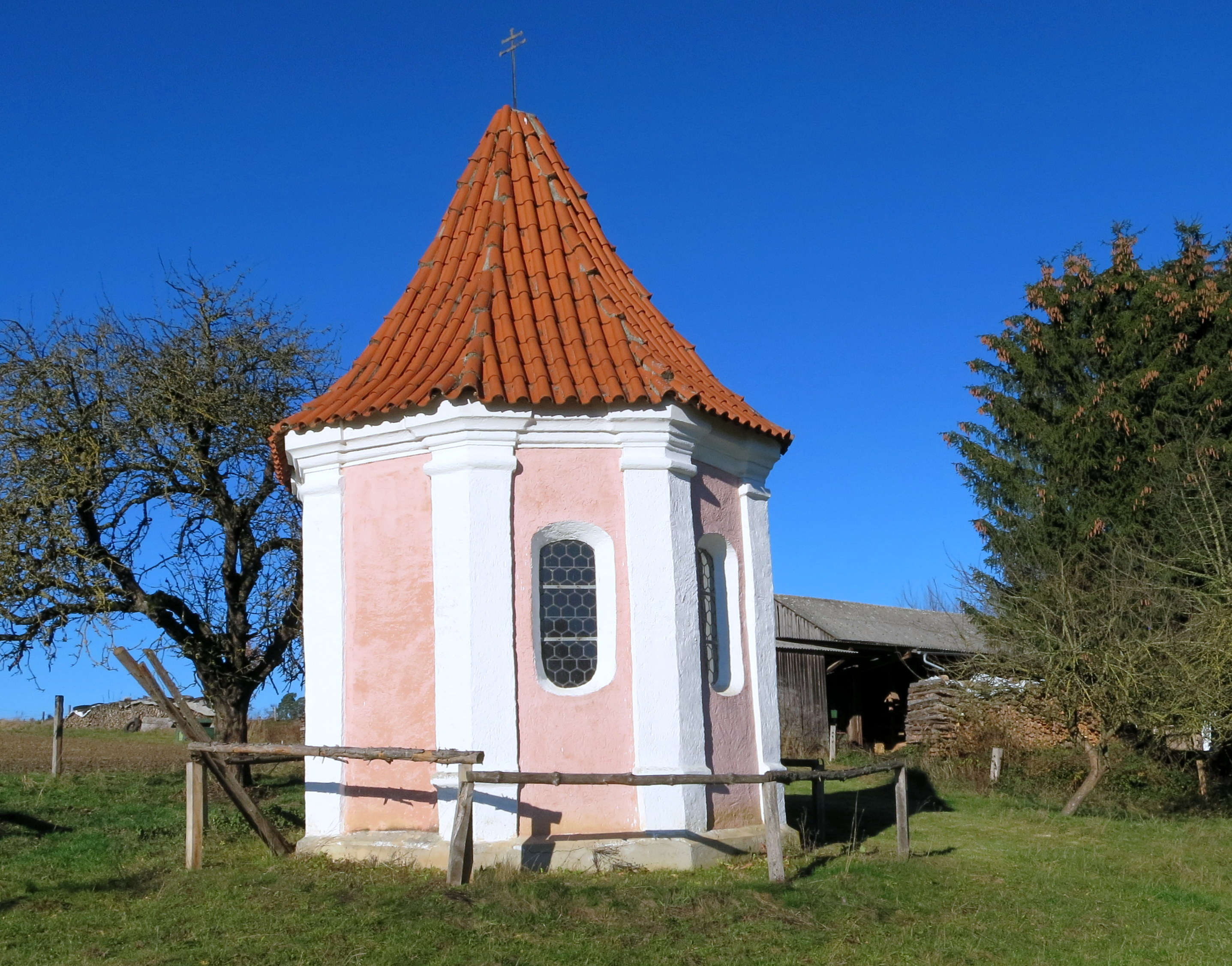
Hofkapelle in Unterplörnbach

Die Hofkapelle in Unterplörnbach, einem Gemeindeteil von Haag an der Amper im oberbayerischen Landkreis Freising, wurde im frühen 18. Jahrhundert errichtet. Die Hofkapelle am Huber-Anwesen, mit der Adresse Plörnbach 1, ist ein geschütztes Baudenkmal.
Der barocke Zentralbau mit Pilastergliederung wird von einem Zeltdach bedeckt. Das Altarretabel stammt aus der Erbauungszeit und die Muttergottesfigur aus dem späten 18. Jahrhundert.